# Stylomine
Stylomine est une marque de la société Stylomine, fabricant français de porte-mines et stylo-plumes, créé par Yves Zuber. 

## Histoire de Stylomine
Stylomine commercialise des mécanismes pour porte-mine connus comme crayons à poussoir stylomine, suivi d'un stylo-plume à réservoir de recharge d'encre en accordéon à grand débit dit « Stylomine 303 » qui connut un grand succès ,. « Yves Zuber était un grand créateur et déposa un nombre important de brevets comme - Système de compression du réservoir interne activé en soufflant à l’extrémité du stylo (métal )- (ébonite) stylomine muni de bague antivol - Modèle hybride plume rentrante et remplissage par pression., dans un premier temps on faisait sortir la plume en tournant un bouchon puis en continuant de dévisser celui-ci, on accédait à une poire en caoutchouc. En appuyant, l’air se vidait et l’encre montait dans un réservoir via un tube partant du conduit. ». En 1925 a lieu le lancement du premier Stylomine stylo plume.